# روبرت غيليسبي (لاعب كرة قدم)
روبرت غيليسبي (بالإنجليزية: Robert Gillespie)‏ (28 أبريل 1901 في المملكة المتحدة - 11 أغسطس 1960) هو لاعب كرة قدم بريطاني (وحمل سابقاً جنسية المملكة المتحدة لبريطانيا العظمى وأيرلندا) في مركز الدفاع. لعب مع نادي كوينز بارك.

## وصلات خارجية
- روبرت غيليسبي على موقع الاتحاد الإسكتلندي (الإنجليزية)
- روبرت غيليسبي على موقع قاعدة بيانات كرة القدم.إي يو (الإنجليزية)